# Chiesa di Santa Maria Assunta (Torre Boldone)
La chiesa di Santa Maria Assunta o chiesa di Santa Maria di Turre è un luogo di culto cattolico di Torre Boldone, in provincia di Bergamo in località Imotorre 26, inglobata nel 1869 nell'Istituto Palazzolo della suore Poverelle.

## Storia

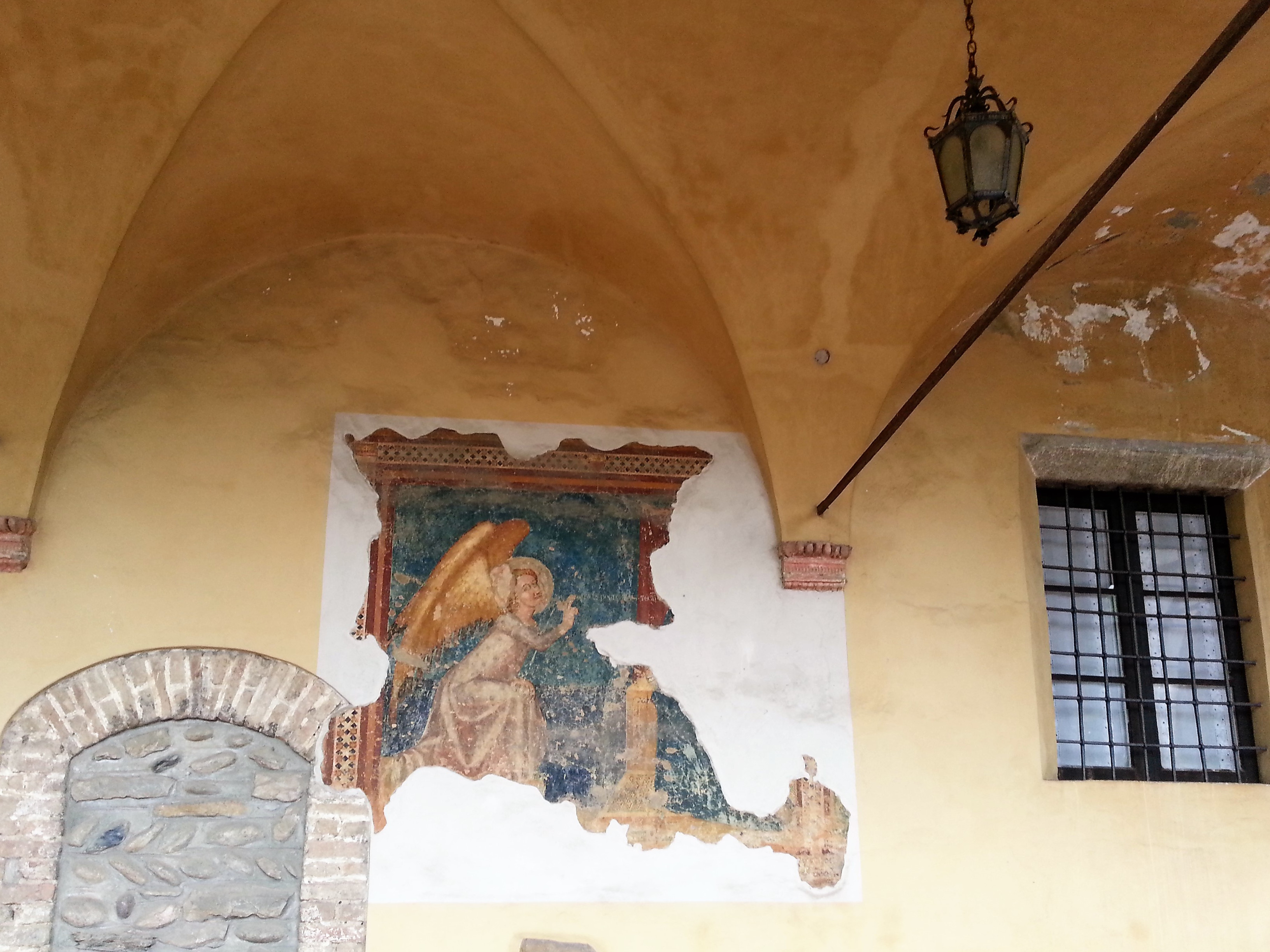
Affreschi esterni alla chiesa di Santa Maria Assunta

La chiesa sorge dove un tempo si trovava l'abitazione di famiglia di Giorgio Del Zoppo o de' Zoppis, o de' Zoppi. 
Egli era un nobile molto ricco di fazione guelfa che abitava la torre del Gombito in Bergamo. Nel 1315 la diatriba tra le famiglie cittadine, che coinvolsero i Suardi di fazione ghibellina, sostenitori di Matteo I Visconti e i guelfi Benfantino Rivola, Galeazzo Colleoni e del Zoppo, si fece tanto aspra che i tre dovettero fuggire dalla città chiedendo ospitalità presso il castello Ginami di Gromo in alta val Seriana. Qui del Zoppo conobbe la giovanissima figlia di Bono de' Bucelleni, Anexina, che sposò nel 1324 in seconde nozze.
Del Zoppo ammalatosi, venne curato presso il monastero di Sant'Agostino, qui redisse il suo testamento il 28 luglio 1342 esprimendo le sue ultime volontà che oltre a concedere le proprietà alla moglie Anexina o Anesina Bucelleni, le concedeva anche la possibilità di farsi monaca trasformando la loro abitazione in monastero. La morte avvenne nell'agosto del medesimo anno e la salma venne traslata nel chiostro del monastero di Sant'Agostino dove è ancora visibile l'epigrafe. 

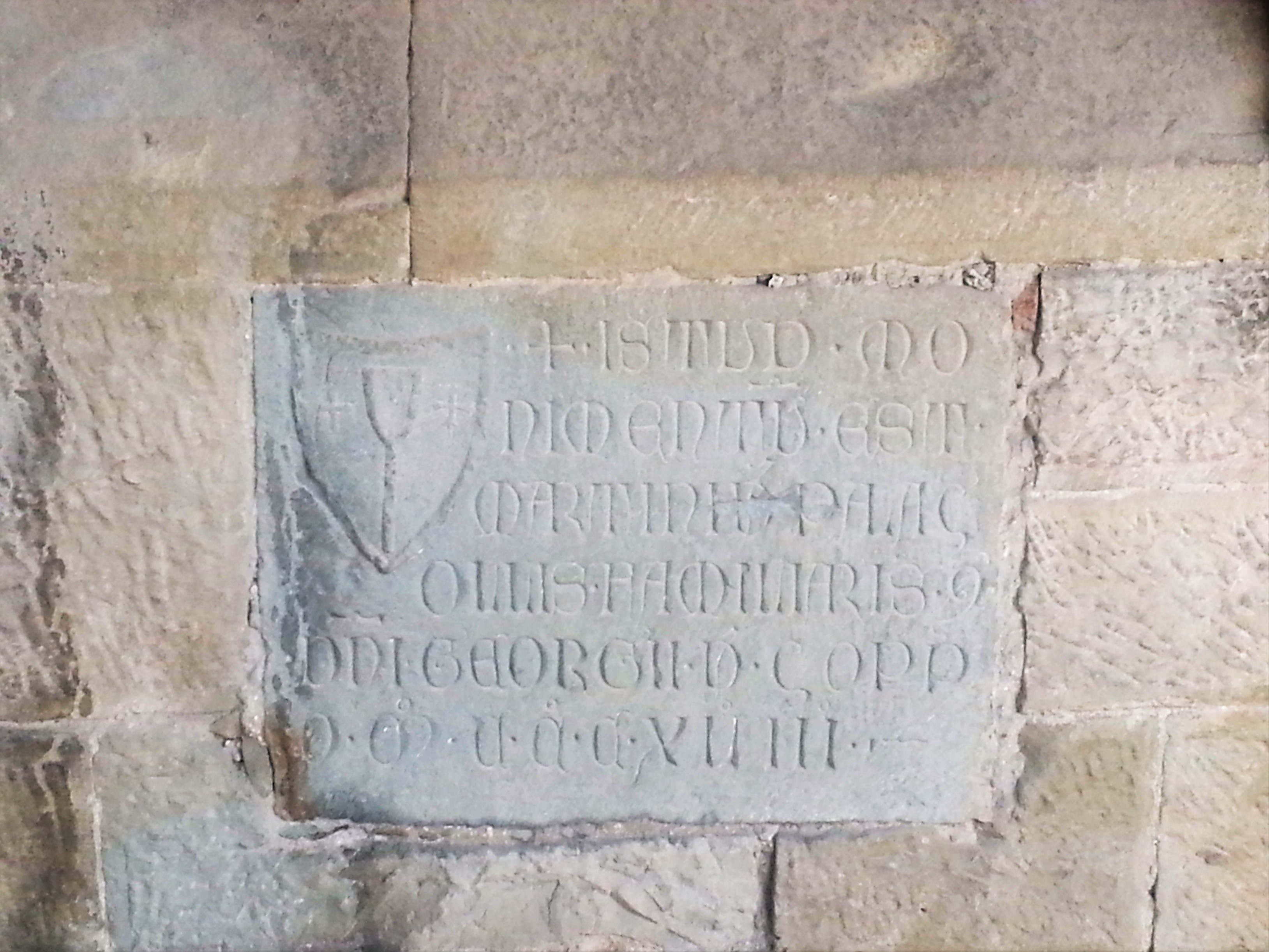
Epiografe funebre di Giorgio del Zoppo presente nel chiostro minore del convento di Sant'Agostino in Bergamo

Il 15 dicembre del 1342 Anesina aveva già preso i voti di monaca, diventando poi badessa del monastero e della chiesa di cui risulta decreto di edificazione del 21 febbraio 1344, il primo documento che cita il Monastero di Santa Maria de Turre risale al maggio del 1343 sotto la regola di Sant'Agostino con la conferma da parte del vescovo Tricardo il 6 novembre 1345.
Il monastero godeva di una buona rendita, contrariamente ad altri che vivevano situazioni di decadenza, per questo motivo nel 1347 venne dichiarata l'unione del monastero con quello di San Giorgio di Redona, dal vescovo di Bernardo Tricardo, monastero che dopo la peste del 1348 si trovava in difficoltà non solo economiche ma anche di vocazioni, nominando la Bucelleni prioressa di entrambi, creando nel tempo non poche difficoltà. La Peste nera che colpì la bergamasca nel 1348, risulta che la mortalità arrivò a raggiungere il 70%, e la volontà delle 2 monache e 2 frati rimasti nel monastero di Redona, di non accettare la soluzione di unirsi con Torre Boldone ma preferendo unificarsi con il Monastero Matris Domini di Bergamo, creò una frattura tra i due ordini che si protrasse per anni. La questione si risolse solo nel 1367 a favore di Anexina che dovette fare appello a papa Urbano V.
Nel 1454 il vescovo Giovanni Barozzi ritenendo che il monastero fosse troppo isolato, lo soppresse aggregandolo al Monastero Matris Domini in Bergamo, solo dopo numerosi dibattimenti venne ripristinato nel 1481.
Nel 1575 le proprietà vennero affidate a coloni che ebbero poca cura dei locali della chiesa mandando in rovina parecchie opere d'arte. Nel 1797 con la Repubblica Cisalpina i beni vennero venduti alla famiglia Camozzi che nel 1869 trasferì le proprietà all'istituto religioso delle suore Poverelle che curano il recupero dei locali e degli affreschi contenuti.

## Architettura

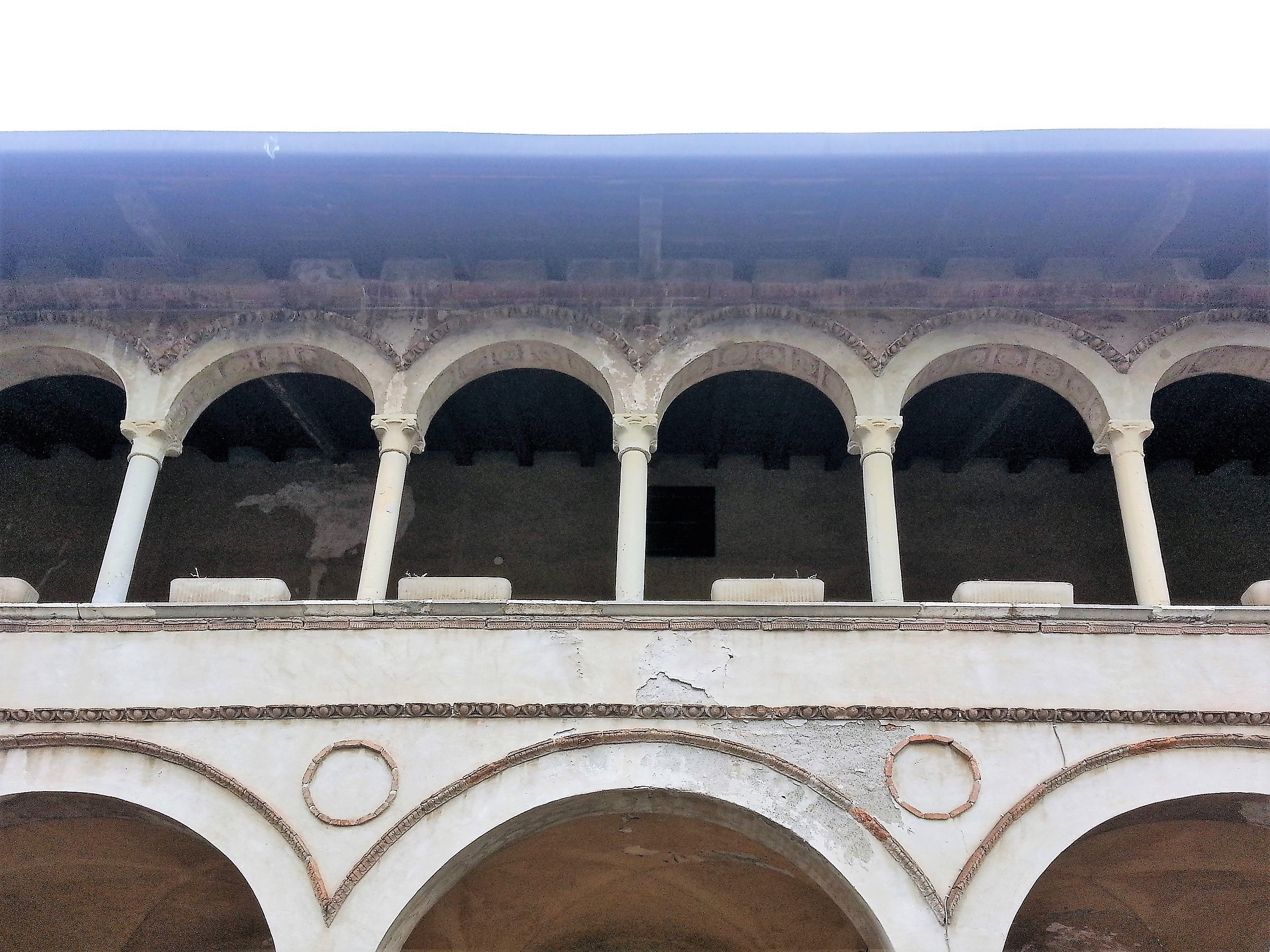
Monastero di santa Maria di Torre

La chiesa romanica è costruita con pietra del luogo, presenta inserti in mattoni rossi, con l'abside a scarsella rivolta a est. Si accede alla chiesa da un porticato rinascimentale dalla forma a L con arconi e colonne e con affreschi coevi alla chiesa, mentre il piano superiore presenta la medesima conformazione con archi a tutto sesto poggianti su colonne ma dal doppio ritmo rispetto alla parte inferiore. Gli archi sono profilati in cotto e presentano affrescature nei sottarchi.
L'interno si presenta ad un'unica navata, con il tetto a capanna con orditura lignea e il presbiterio rialzato e delimitato da un arco acuto sormontato da una piccola finestra con ai lati l'affresco dell'Annunciazione. Questa parte della chiesa riproduce, anche se in misure minori, l'apparato presbiterale della chiesa di sant'Agostino in Bergamo, così come dovevano essere le disposizioni testamentarie di Giorgio del Zoppo..
L'abside è la parte più antica della chiesa, con affreschi risalenti al XIII secolo, forse era l'antica cappella privata della famiglia a cui successivamente venne aggiusta la navata della chiesa con la fondazione del monastero.

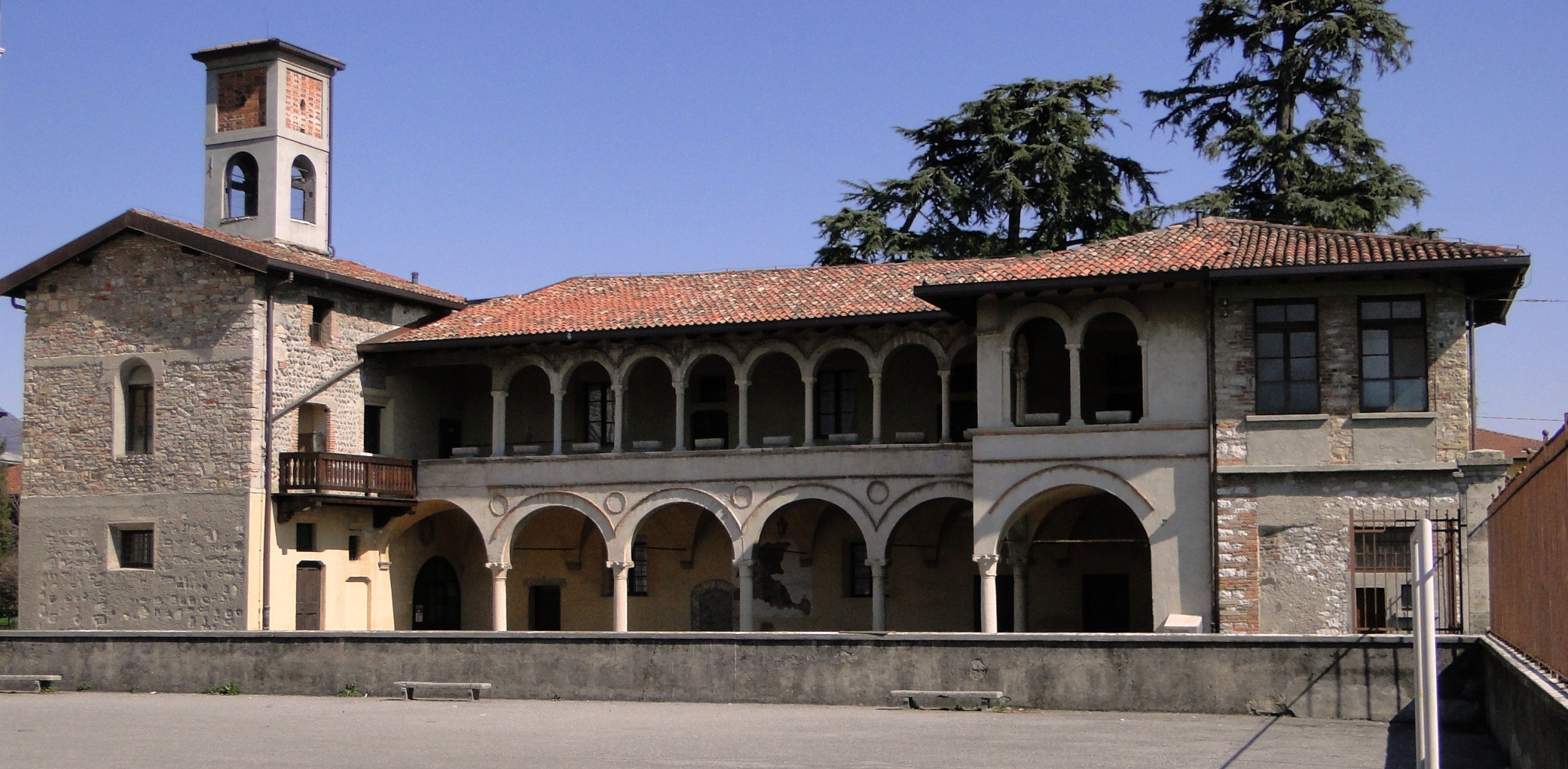
Torre Boldone-Monastero di santa Maria di Torre

La navata presenta affreschi [quattrocenteschi e sicuramente ne era completamente ricoperta, ma il periodo in cui i locali furono adibiti a stalla e magazzino si danneggiarono gravemente. Quelli che sono integri vengono attribuiti al Maestro dell'Albero della Vita presente nella chiesa di Santa Maria Maggiore, tra questi quelli del presbiterio: posta sopra l'arco l'Annunciazione, dietro l'altare la Crocifissione, che risulta molto rimaneggiata, il matrimonio mistico di santa Caterina, il martirio di san Pietro Martire da Verona e la Gloria di san Tommaso d'Aquino con san Domenico.
Inoltre vi sono gli affreschi raffiguranti l'Assunzione, sant'Antonio, un santo Vescovo e la Maria Maddalena nel deserto. una Madonna con latte, san Luca e santa Elena. Gli affreschi riportano le date che raccontano la storia del monastero.
La parete di destra presenta un affresco della fine del XIV secolo raffigurante lo Sposalizio mistico di santa Caterina che ha similitudini con gli affreschi presenti nel convento di san Francesco sempre opera del Maestro dell'Albero della vita. La navata di destra presenta un dipinto artisticamente dal valore più scarso ma che raffigura Giorgio del Zoppo, Anexina con un'altra monaca e sullo sfondo l'antica chiesa parrocchiale e l'antico borgo di san Martino.